# Palaeomyrmidon
Palaeomyrmidon incomptus
Genre
Espèce
Palaeomyrmidon est un genre fossile de tamanoirs. Son plus proche parent vivant est le fourmilier soyeux (Cyclopes didactylus). Bien que le fourmilier soyeux soit arboricole, Palaeomyrmidon a vécu sur la terre ferme. Palaeomyrmidon est connu à partir d'un crâne fossile qui a été trouvé en Argentine,.
Ce genre n'est connu que par son espèce type, Palaeomyrmidon incomptus.

## Classification
Le genre Palaeomyrmidon a été créé en 1914 par le géologue, géographe et paléontologue italien Gaetano Rovereto (d) (1870-1952),. Cet auteur est également mentionné comme Cayetano Rovereto (d).

## Publication originale
- (es) Cayetano Rovereto, « Los estratos Araucanos y sus fósiles », Anales del Museo Nacional de Historia Natural de Buenos Aires, Argentine, vol. 25,‎ 1914, p. 1-247 (lire en ligne, consulté le 14 janvier 2024).